# António Fernando do Rego Chagas
António Fernando do Rego Chagas foi um Governador Civil de Faro entre 8 de Julho e 30 de Agosto de 1919. Como militar, foi Comandante do Centro de Recrutamento de Coimbra de 1906 a 1912.